# 安塞爾馬努埃沃

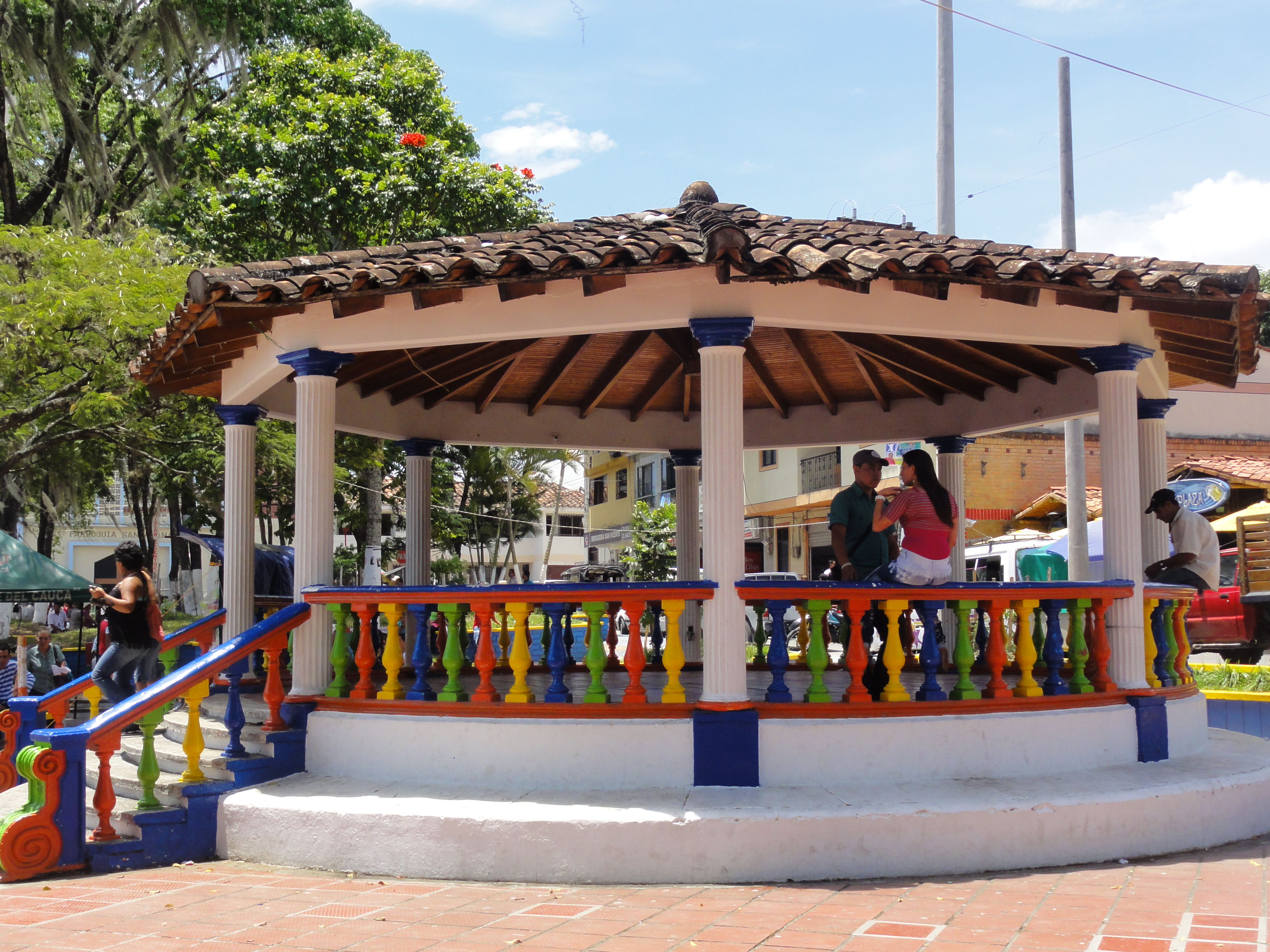
该镇的中央公园，于2015年拍摄

安塞爾馬努埃沃是哥倫比亞的城鎮，位於該國西部，由考卡山谷省負責管轄，始建於1539年8月，面積346平方公里，海拔高度1,035米，2005年人口19,836。
4°48′N 76°00′W / 4.800°N 76.000°W